# Região da Capital (Dinamarca)
A Região da Capital (Region Hovedstaden, em dinamarquês, que significa "capital") é uma das 5 regiões administrativas da Dinamarca.
É composta pelo nordeste da ilha da Zelândia, incluindo a zona da capital, e pela ilha de Bornholm, no Mar Báltico.  
O seu centro administrativo (hovedsæde) está na cidade de Hillerød, o seu Conselho Regional (Regionsråd) tem 41 deputados.
A sua maior cidade é Copenhague.
Tem uma superfície de 2,563 km² e 1 857 783 habitantes (2021), cerca de 30% da população do país.

Foi criada pela Reforma Estrutural da Dinamarca em 2007, a qual substituiu os antigos 14 condados (amter) por 5 novas regiões (regioner). 
Compreende os antigos condados de Copenhague (Københavns Amt) e Frederiksborg (Frederiksborg Amt), além do município de Bornholm.

## Áreas de responsabilidade
A ”Região da Capital” tem como função dominante a gestão da saúde pública.                                                                                   Está igualmente encarregada da gestão de várias instituições sociais regionais e da planificação geral da região, com especial relevo para os transportes coletivos.                                                                                    O seu financiamento é feito pelo estado e pelas comunas, não tendo direito a lançar impostos regionais. 

## Municípios
A Região da Capital (Region Hovedstaden) é constitida por 29 comunas (kommuner).

| - Albertslund - Allerød - Ballerup - Bornholm - Brøndby - Copenhague - Dragør - Egedal - Fredensborg - Frederiksberg | - Frederikssund - Furesø - Gentofte - Gladsaxe - Glostrup - Gribskov - Halsnæs - Helsingør - Herlev - Hillerød | - Hvidovre - Høje-Taastrup - Hørsholm - Ishøj - Lyngby-Taarbæk - Rudersdal - Rødovre - Tårnby - Vallensbæk |